# حمام قرقور
حمام ڤرڤور (بالإنجليزية: Hammam Guergour)‏ هي مدينة وبلدية الجزائرية تابعة إداريا وإقليميا إلى دائرة حمام ڤرڤور الكائنة في ولاية سطيف ، تقع شمال غرب ولاية سطيف ، تبعد عن مدينة سطيف 52 كلم، وهي بلدية مساحتها 54.000 كم2 (20٫850 ميل2)، تعدادها السكاني حوالي 15.853 نسمة، إحصاء 2008.  